# Johann Friedrich Dändliker
Johann Friedrich Dändliker (* 16. Oktober 1821 in Hombrechtikon; † 7. Dezember 1900 in Bern), Pseudonym: Salomon Tandilus, war ein Schweizer Pietist und Diakonie-Vorsteher.

## Leben
Johann Friedrich Dändliker war der Sohn des Guts- und Rebenbesitzers Johann Kaspar Dändliker. Er besuchte das Knabeninstitut in Stäfa und erhielt, wie bereits sein Vater, eine Ausbildung zum Lohgerber. Während seiner Wanderjahre von 1840 bis 1843 in Deutschland und England wurde er 1841 in der Herrnhuter Brüdergemeine bekehrt. Nach seiner Rückkehr verwaltete er das elterliche Gut und war Direktor der Zichorienfabrik in Hemishofen. Im Jahr 1855 wurde er "Hausvater" des Diakonissenhauses in Bern (heute: Stiftung Diaconis), das von seiner ersten Ehefrau Sophie Dändliker-von Wurstemberger 1844 als Krankenasyl gegründet worden war; unter seiner Leitung wuchs das Werk und erlangte Bedeutung in der Schweiz, in Frankreich, Italien und Deutschland. 1894 gehörten zur Diakonie Bern:
- 38 Spitäler;
- 9 Altersheime;
- 21 Gemeindepflegen;
- 5 Kinderkrippen;
- 4 Mädchenherbergen.[3]

Gemeinsam mit seiner ersten Ehefrau reiste er mehrfach nach Deutschland, um sich Anregungen für die Fortentwicklung ihrer Diakonie zu holen. Anlässlich der ersten Konferenz der oberrheinischen Diakonissenhäuser am 3. September 1869 in Stuttgart, hielt Johann Friedrich Dändliker einen Vortrag über Winke zur Bildung von Diakonissen und galt seither als Autorität in der Diakonissen-Ausbildung. Er unterstützte und förderte Samuel Zeller, der, nach dem Tod von Dorothea Trudel, deren Werk in Männedorf weiterführte, das sich zu einem bedeutenden Ort der pietistischen Erweckungsbewegung des 19. Jahrhunderts entwickelte. 1888 liess er das Salem-Spital in Bern erbauen.
Er war auch zeichnerisch begabt und zeichnete unter anderem 1848 ein Panorama von der Hochwacht beim Schwesterrain zu Hombrechtikon. Johann Friedrich Dändliker war in erster Ehe seit 1855 mit Sophie (* 30. September 1809 in Bern; † 17. April 1878 ebenda),  verheiratet. Ihr zu Ehren wurde in Ranflüh das Altersheim in Dändlikerhaus umbenannt. In zweiter Ehe heiratete er am 17. Februar 1880 in Bern die Freundin seiner ersten Ehefrau Johanna Juli (Jenny) (* 1841 in Basel), Tochter des Johannes Schnell (1812–1899), Professor der Rechte an der Universität Basel. Gemeinsam hatten sie einen Sohn, das allerdings kurz nach der Geburt verstarb.

## Mitgliedschaften
- Johann Friedrich Dändliker war Mitglied des Komitees der Evangelischen Gesellschaft des Kanton Bern.

## Ehrungen und Auszeichnungen
- Nach Johann Friedrich Dändliker und seiner ersten Ehefrau wurde in Bern der Dändlikerweg benannt, in dem sich heute noch das von ihm und seiner Frau 1882 erworbene Wylergut befindet.[11]

## Schriften (Auswahl)
- Johann Friedrich Dändliker; Anna Barbara Stucki: Ein Diakonissenleben oder fünf Jahre als Diakonisse. Bern: Verlag des Diakonissenhauses Buchdruckerei K. J. Wyss, 1881.
- Ebenezer oder fünfzig Jahre Diakoniehaus. Ben 1894.
- Die Blicke in die Herrlichkeit. Bern, Verlag des Diakoniehauses 1899.
- Das Seidenband: Eine wahre Geschichte aus unserer Zeit. Bern, Dinglingen Verlag des Diakonissenhauses, St. Johannis-Druckerei 1899.
- Fürst und Geisshirt. Bern, Verlag des Diakoniehauses. 1906.